# Mbalax

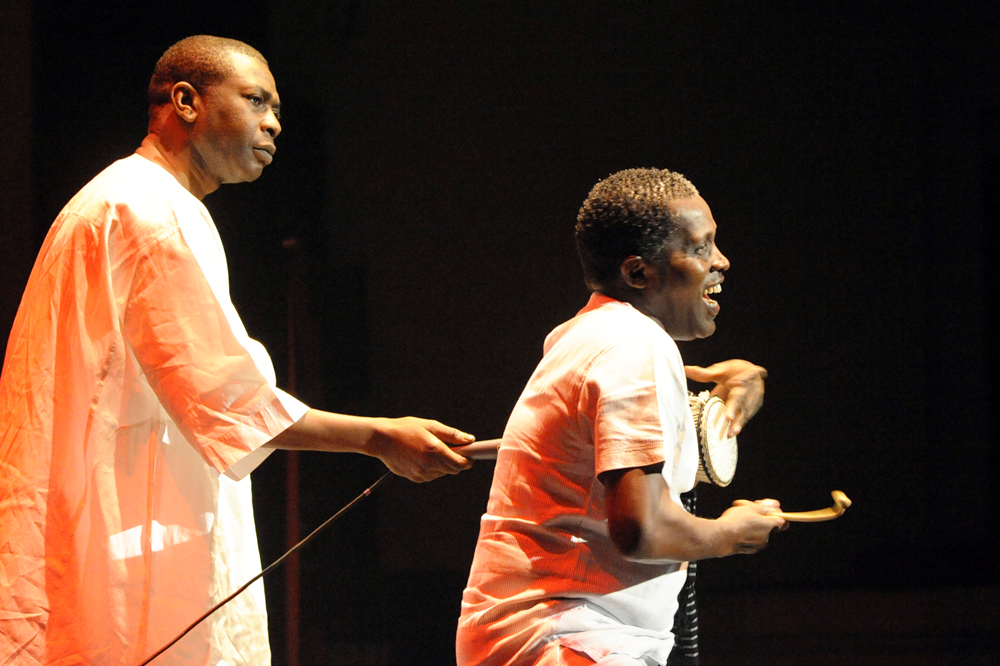
Youssou N'dour met een percussionist die de tama bespeelt.

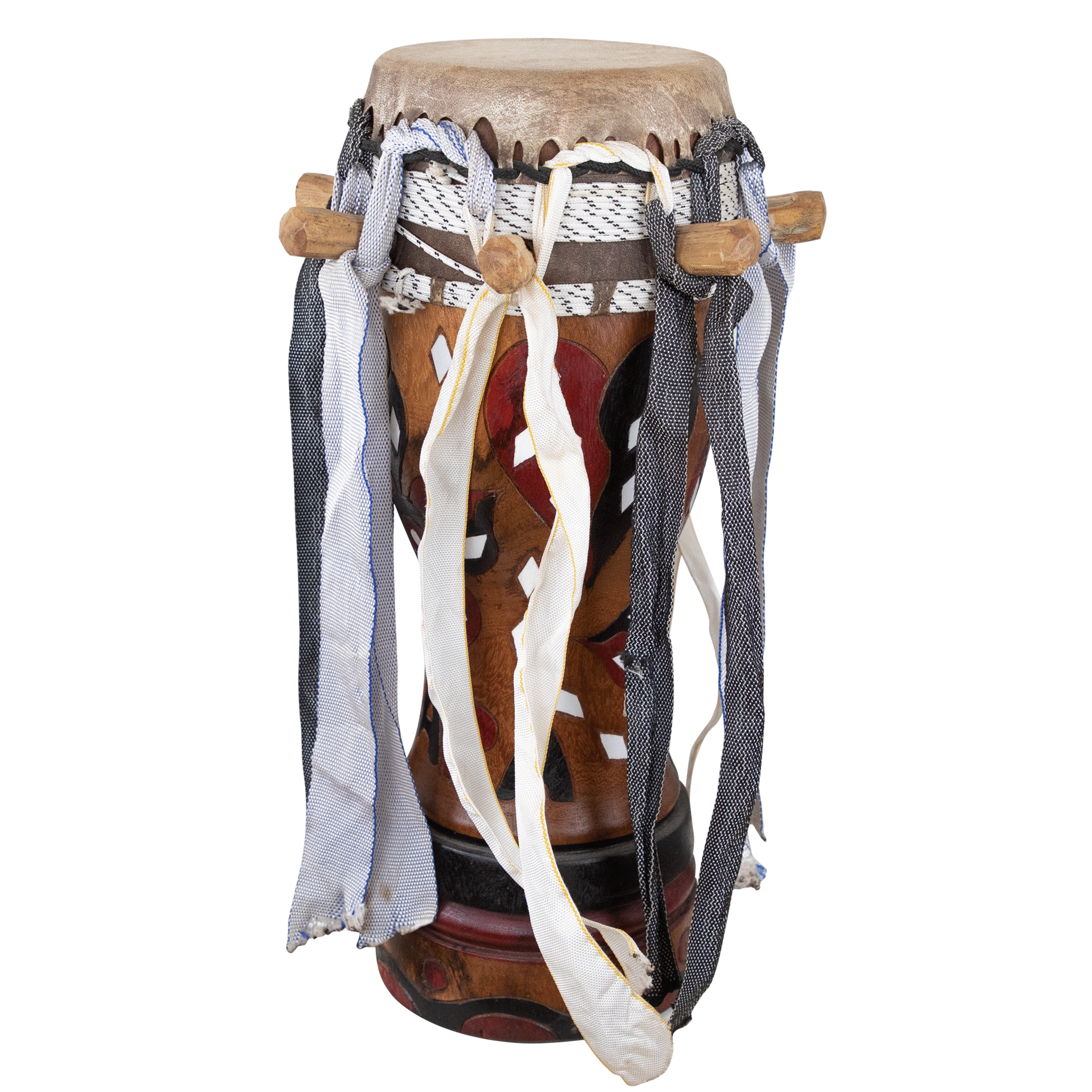
Mbeng mbeng, een van de sabar drums.

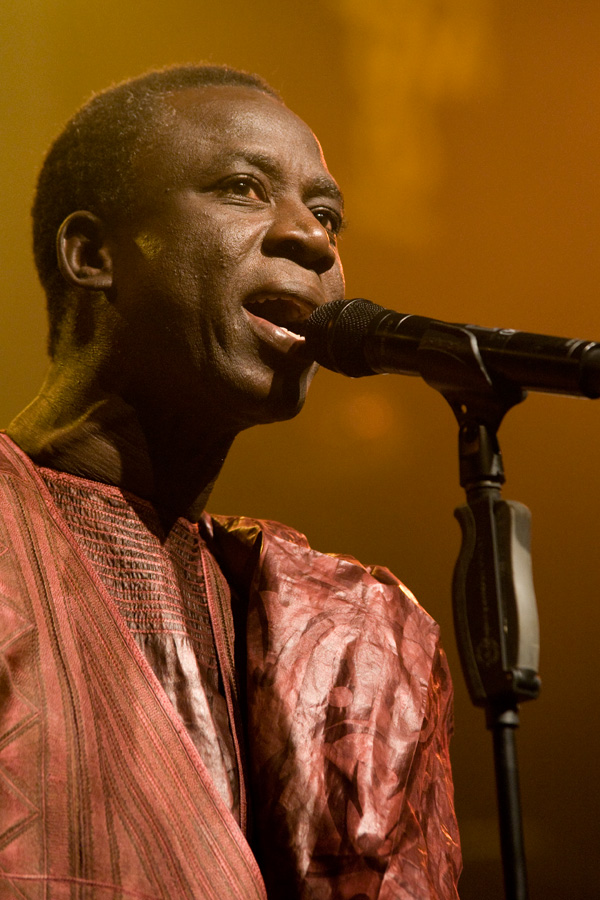
Thione Seck.

Mbalax is een Senegalees muziekgenre. Het genre ontstond in de jaren 1970 in Dakar en werd internationaal bekend door het succes van Youssou N'Dour.

## Muziekstijl
Mbalax is de populaire moderne muziek van Senegal. Mbalax is snelle, energieke, aanstekelijke dansmuziek. Het is een mix van Wolof-muziek en -percussie met internationale stijlen als Afro-Cubaanse en Latijns-Amerikaanse muziek, jazz, soul, afropop en rock. Mbalax wordt meestal gezongen in het wolof.
Een belangrijk onderdeel van mbalax is sabar-percussie. Een mbalax-band bevat meestal een of meer percussionisten, die drums als de tama, mbeng mbeng en bougarabou bespelen. Andere instrumenten in mbalax zijn keyboard, elektrisch gitaar, basgitaar, drumstel en soms blazers (saxofoon en/of trompet).
De zangstijl in mbalax heeft sterke overeenkomsten met zowel traditionele wolofzang en -lofprijzing als met islamitische zangstijlen.

### Ritme en percussie
Mbalax is geworteld in de eeuwenoude sabar-percussie van de wolof. Ritmes in mbalax kunnen complex zijn, er wordt gebruikgemaakt van gescyncopeerde ritmes en polyritmiek. Meerdere instrumenten in een mbalax-band dragen bij aan het ritme: niet alleen de sabar-drums, maar bijvoorbeeld ook drumstel, keyboard en basgitaar.

### Dans
Er zijn honderden mbalax-dansen. Regelmatig ontstaan er nieuwe dansen in de clubs van Dakar, en veel songs hebben een bijbehorende eigen dans. Sommige dansers werden beroemdheden in Senegal.

### Thematiek
Mbalax-teksten gaan vaak over maatschappelijke en morele thema's, zoals respect voor ouderen, de problemen van Senegalese immigranten in het buitenland en polygamie. Ook zijn er liederen waarin islamitische geestelijk leiders of historische figuren uit Senegal worden bezongen. Zo namen Youssou N'Dour, Cheikh Lô en Fatou Guewel liedjes op over Cheikh Amadou Bamba en Cheikh Ibra (Ibrahamma) Fall, belangrijke figuren uit de soefi Mouridebroederschap.

## Naamgeving
Het woord 'mbalax' betekent 'begeleiding' in wolof.
Mbalax is een van de ritmes in sabar muziek, vaak gespeeld door mbeng mbeng drums. Dit door deze drums gespeelde ritme komt ook voor in mbalax muziek.
Mbalax is dus ook de naam van een modern populair muziekgenre. Youssou N'Dour was de eerste die mbalax gebruikte als benaming voor dit muziekgenre.

## Geschiedenis
Mbalax is geworteld in sabar, een eeuwenoud percussie-instrument en gelijknamig muziek- en dansgenre van de Wolof. De zangers en percussionisten zijn van oudsher géwël, Wolof griots.
In het Senegal van na de Tweede Wereldoorlog waren Afro-Cubaanse muziek en jazz erg populair in Senegal. Bands combineerden Afro-Cubaanse en Latijns-Amerikaanse muziek met jazz. Ze zongen daarbij in het Spaans en gebruikten congas en timbales.
In 1960 werd Senegal onafhankelijk. Op veel plekken werden feesten georganiseerd om de onafhankelijkheid te vieren. Er werden nieuwe bands opgericht, waarvan sommige de vaste huisband werden van clubs in Dakar. Bekende bands uit die tijd, de Star Band (vanaf 1960) en Orchestra Baobab (vanaf 1970) kunnen gezien worden als voorlopers van mbalax.
Deze bands speelden aanvankelijk de populaire Afro-Cubaanse en Latijns-Amerikaanse muziek. Maar er was een groeiende behoefte aan specifiek Senegalese muziek en cultuur. Zangers gingen in het Wolof zingen (voor het eerst gedaan door Orchestra Baobab's Laye Mboup), en bands als Super Diamono en de Star Band namen sabar-drums op in hun bezetting. Ook verruilden deze bands Spaanse melodieën voor snellere, meer percussie-gebaseerde muziek.
Youssou N'Dour werd op zijn 16e zanger bij de Star Band. Na een paar jaar verlieten hij en andere bandleden de Star Band om Étoile de Dakar te beginnen, later hernoemd tot Super Étoile de Dakar. N'Dour ontwikkelde mbalax verder door sabar-ritmes te integreren met elektronische instrumenten.  Een sabar percussiegroep kan bestaan uit tot 10 verschillende drums, die elk hun eigen rol hebben. In mbalax wordt een deel van deze rollen overgenomen door instrumenten als keyboard, drumstel en elektrisch gitaar en/of basgitaar.
Youssou N'Dour werd de grote ster van mbalax die het genre naar een internationaal publiek bracht. Hij bereikte dat internationale succes mede dankzij samenwerkingen met artiesten als Peter Gabriel en Paul Simon. N'Dour scoorde in 1994 zijn grootste hit met 7 Seconds (met Neneh Cherry) en won in 2004 een Grammy Award voor zijn album Egypt.
Naast N'Dour werden diverse andere artiesten succesvol met mbalax of een mix van mbalax en andere stijlen. Voorbeelden zijn Cheikh Lô, Ismaël Lô, Thione Seck en Kine Lam. Een andere succesvolle artiest, Baaba Maal, maakt geen mbalax-muziek, maar werd er wel door beïnvloed. Overigens kozen sommige mbalax-artiesten ervoor om hun muziek aan te passen  aan het internationale publiek, met bijvoorbeeld popinvloeden, Engelse of Franse teksten en vereenvoudigde ritmes. Youssou N'Dour bracht herhaaldelijk aparte albums uit voor de Senegalese en de internationale markt.
  

Mbalax kreeg de status van nationale muziek van Senegal. Het bleef tot in de 21e eeuw populair in Senegal en Gambia, ondanks de opkomst van andere genres zoals hiphop en afrobeats. Mbalax geniet in Senegal populariteit onder diverse etnische groepen en leeftijdsgroepen, en krijgt regelmatig aandacht in de landelijke media.